# 뉴스타파
뉴스타파(Newstapa)는 대한민국의 진보 성향 언론이다.
2012년 1월부터 프로젝트 형식으로 유튜브를 통해부터 방송을 시작하였고 2013년부터 <한국탐사저널리즘센터>라는 비영리 민간단체로 조직을 재정비하면서 비영리, 비당파, 99% 시민들의 독립언론을 표방하였다. 탐사보도를 기치로 내걸고 홈페이지, 유튜브, RTV 등을 통해 방송되었다.
후원제로 운영되고 있으며, 2020년 6월 기준 약 33,700명의 정기후원자를 보유하고 있다.
초기에는 전국언론노동조합 산하 민주언론실천위원회(이하 민실위)에서 구성된 제작단과 제작된 영상물을 통칭하는 이름으로 사용되었다. 공정 언론에 대한 국민적 관심과 지원을 동력으로 삼아 99% 시민을 대변하는 독립언론으로 자리 잡는 것과, 권력과 금력이 제공하는 보도자료를 베껴쓰지 않고 유의미한 정보를 국민들에게 전달하는 것을 목표로 하였다.
2014년 전세계 탐사보도 언론들의 협의체인 글로벌 탐사저널리즘 네트워크(GIJN)의 회원사로 가입했으며, 뉴스타파의 김용진 대표는 국제탐사보도언론인협회(ICIJ)에 회원으로 참여하고 있다.  ICIJ와 조세피난처 프로젝트 한국 파트너로 참여하였다.

## 역사
2011년 11월, 전국언론노동조합 산하 민실위가 프로젝트를 구상, 민실위 내 제작단을 조직했다. 이근행 MBC PD(2014년 1월 1일 MBC 복귀), 노종면 YTN 기자 등 해직 언론인과 변상욱 CBS 대기자, 박중석 기자(당시 KBS 기자), 박대용 기자(당시 춘천MBC 기자) 등 공중파 방송과 라디오, 보도전문채널에서 활동한 전 현직 기자들로 구성되었다, 미디어몽구 김정환_(언론인) 등 1인 미디어들도 참여했다. 뉴스타파라는 명칭은 공모를 통해 확정됐다.

### 시즌 1
2012년 1월 27일 첫 방송된 '10.26 재보궐선거 투표소 변경의혹'기사는 큰 파장을 일으키며, 뉴스타파를 널리 알리는 계기가 됐다. 이어 제주 해군기지 관련 강정마을을 2회 특집방송으로 다뤘고, 4대강의 진실 등을 방영하여 사회적 이슈로 이끌어내는 데 기여했다.
칼럼을 담당한 변상욱 CBS 대기자와 노종면 전 YTN 아나운서/기자(앵커), 박대용 기자 등 시즌 1 제작에 참여한 일부 언론인들이 각각 소속사와 노조로 완전 복귀하면서 시즌 1이 종료됐다.

### 시즌 2
뉴스타파는 시즌 2를 준비하면서 뉴스타파 홈페이지에서 정기/일시 회원을 모집해 재정적인 독립을 추진했다. 2012년 7월 6일, 40대 강모씨가 첫 회원으로 가입한 것을 시작으로 불과 사흘만에 회원수가 1000명을 넘었고, 시즌 2 첫 방송이 나간 8월 17일에는 3340명으로 불어났다.
뉴스타파는 노종면 전 YTN 기자를 대신해 김일란 감독(앵커)과 최경영 당시 KBS 기자(취재)를 영입하는 등 제작진을 보강하고, 프로그램 정비를 마친 뒤 2012년 8월 17일 시즌 2의 막을 올렸다. 회원들의 후원으로 카메라 등 방송장비가 하나둘 갖춰졌고, 황일송 전 국민일보 해직기자가 취재진으로 가세했다.
뉴스타파는 시즌 2에서 이명박 정부의 실정과 함께 대선을 앞두고 각 언론사들의 불공정한 보도관행을 주로 다뤘다. 집전화 또는 휴대전화를 주로 사용하는 유권자의 정치성향을 고려하지 않은 여론조사의 허와실, 다카키 마사오와 6억원 등은 시청자들로부터 호평을 받았다. 12월 14일 38회 방송을 끝으로 시즌 2를 마감했다.

### 시즌 3
2013년 3월 1일부터 뉴스타파 시즌 3가 시작되었다. 시즌 3부터는 프로젝트성이 아닌 영구적인 조직을 갖추면서 시즌제의 의미가 사라졌다.
시즌3를 앞두고, 뉴스타파는 한국형 프로퍼블리카를 표방하는 비영리 민간단체 '한국탐사저널리즘센터'로 출범하였다. 데스크 겸 대표는 김용진 전 KBS 탐사보도팀장이 맡았고, 앵커는 최승호 전 MBC PD수첩 PD가 맡았다. 그리고, 데이터저널리즘 전문가인 권혜진 박사(전 동아일보 기자)와 YTN 출신 최기훈 기자도 뉴스타파에 합류하였다.
2012년 대통령 선거 이후 5,000여 명이던 후원자가 2만 7100여 명으로 늘어나고, 일시납 회원 3,500여 명 등을 포함한다면 후원회원 수가 3만 명을 넘어섰다. 2013년 1월에 신입 공채 8명(취재기자 4명, 촬영기자 2명, PD 2명)을 선발해 파견 인력 포함 제작 인력이 26명으로 늘었다.
2013년 3월 1일부터 뉴스타파 시즌 3가 시작되었다. 프로그램은 뉴스 중심의 '뉴스타파'(뉴스타파 N)과 매거진 형태의 시사프로그램(뉴스타파 M), 비정기적으로 주요 이슈를 30분 이상의 분량으로 다루는 '뉴스타파 S (스페셜)'로 편성했다.
<지식채널e>를 제작했던 김진혁 전 EBS PD(해직된 현 한예종 교수)가 뉴스타파 화요판 미니 다큐 제작자로 참여하기도 하였다.
최승호 PD는 2017년 12월 MBC 사장으로 내정되면서 사장 임기를 마치면 뉴스타파로 복귀할 것을 약속하였고, 사장 임기를 마치고 2020년 5월 뉴스타파 PD로 취재현장에 복귀하였다.
2020년 기준으로는 정규프로그램 없이 비정기적으로 취재보도물을 유튜브와 홈페이지 등을 통해 공개하고 있으며 독립PD가 연출, 제작하는 제작하는 다큐멘터리 <목격자들>을 2015년부터 내놓고 있다.
2016년 영화 자백(감독 최승호), 2017년 영화 공범자들(감독 최승호), 2019년 영화 김복동(감독 송원근) 2019년 영화 월성(감독  남태제,김성환)을 제작해 극장 개봉하기도 하였다.

## 시청규모
2025년 4월 기준 뉴스타파의 유튜브 누적 시청건수는 5억 3980만 7850건, 뉴스타파의 유튜브 구독자수는 약 159만 명이다. 뉴스타파 트위터 팔로워수는 2020년 6월 기준 591,877명, 페이스북 페이지 팬수는 208,814명, 카카오스토리 구독자수는 143,736명, 인스타그램 팔로워수는 75,285명이다.
2016년 7월 21일 방송된 '삼성 이건희 성매매 의혹.. 그룹 차원 개입?'편은 방송분은 조회수 천만이 넘었다.

## 제작진

### 시즌1
- PD : 이근행[14](MBC PD)
- 앵커 : 노종면[15][16][17](전 YTN 기자)
- 칼럼 : 변상욱(CBS 대기자)
- 취재 : 박중석(KBS 기자), 정유신(전 YTN 기자), 박대용(춘천MBC 기자), 조성현, 김정민
- 영상 : 권석재(전 YTN 촬영기자), 미디어몽구, 김현익(이전 AD)
- 기술 : 정대웅
- 편집 : 최윤원
- 리서처 : 최유리
- 내레이션 : 이명선, 김민아

### 시즌2
- PD : 이근행(현 MBC PD)
- 앵커 : 김일란(영화 《두 개의 문》 감독)(31회 제외), 박중석(31회)
- 칼럼 : 최용익(전 MBC 논설위원)
- 취재 : 최경영(전 KBS 기자), 황일송(전 국민일보 기자), 박중석(전 KBS 기자), 문근아, 김재영, 조성현, 윤성희
- 작가 : 김혜정
- 촬영 : 미디어몽구
- 행정 : 김현익
- 기술 : 정대웅
- 편집 : 최윤원
- AD : 이장현, 신동윤
- CG : 최유리
- 내레이션 : 김민아
- 타이틀음악 : 김경옥

### 시즌3
- 대표 : 김용진
  - 이전 앵커 : 최승호
  - 이전 EP : 이근행
- 취재기자 : 최기훈, 황일송, 박중석, 한상진, 김경래, 김성수, 심인보, 조현미, 오대양, 홍여진, 강민수,김지윤, 임선응, 강현석, 홍우람, 강혜인, 조원일, 홍주환, 이명주
- PD : 최승호, 송원근, 신동윤, 김새봄
- 전문위원 : 신학림
- 객원기자 : 이정호, 이은용
  - 이전 취재 : 조승호, 현덕수, 최문호, 최경영, 조성현, 문근아, 문준영, 정유신, 이유정, 정재원, 박경현, 이상원(울산저널)
- 데이터기자 : 최윤원, 김강민, 연다혜, 임송이
- 뉴미디어 : 박종화, 이도현, 허현재
  - 이전 개발 : 배민효, 김슬
  - 이전 디자이너 : 최미정, 하난희
  - 이전 뉴미디어 : 박대용, 임종헌
- 촬영기자 : 정형민, 최형석, 김기철, 신영철, 오준식, 이상찬
- 이전 촬영기자 : 권석재, 김남범, 김수영, 신승진
- 편집 : 정지성, 윤석민, 박서영
- CG : 정동우
  - 이전 편집 : 최윤원
  - 이전 사진 : 윤성희
- 경영 : 김성근, 정은아, 조연우
- 회원 : 장광연, 박수진
  - 이전 연구원 : 신우열
  - 이전 기술 : 정대웅
  - 이전 행정 : 김현익, 권정은, 박정연
  - 이전 객원 PD : 김진혁
  - 이전 작가 : 윤은영, 홍상희, 서지원, 김혜정
- 음악 : 이주호
  - 이전 CG : dot pictures

## 방송 내용

### 시즌1
| 회차 | 업로드 일자     | 내용 |
| ---- | --------------- | --- |
| 1회  | 2012년 1월 27일 | 1. 10.26 투표소 변경..선관위의 거짓말 2. MB 임기 말 14조 무기도입 추진..미국의 압력 의혹 3. 몽구영상 '전두환을 지켜라'(경찰이 이상호 기자 수갑 채운 현장) 4. 돌발영상 시즌2 공갈영상 '최시중의 책임져' 5. 정연주 인터뷰 "최시중이 거짓말 했다" 6. 변상욱 칼럼 "MB탈당, 아무 의미 없다"                                                                                           |
| 2회  | 2012년 2월 4일  | 1. 선관위 투표소 변경관련 문제 2. Wikileaks - 한미FTA 재협상 3. 공갈뉴스 - "천안함 침몰관련 김정남 발언"을 만들어낸 언론 4. 공갈영상 - 정봉주 입감하던 날 5. MBC, KBS, YTN 사장이야기 6. 몽구영상 7. 세계 악덕기업 3위는 삼성. 하지만... 8. 인터뷰 - 해직된 재능교육 학습지교사 유명자(재능교육 노조위원장) 9. 변상욱칼럼 - 자원외교                                             |
| 3회  | 2012년 2월 10일 | 1. 4대강 - 보 주변, 수심 26미터 구덩이 발견 2. 대학등록금 - 등심위 실태 3. Wikileaks - 한미FTA와 개성공단 4. 공갈뉴스 - 돈봉투 오보 소동 5. 공갈영상 - '가카'의 굴욕 6. 몽구영상 - 티베트에 자유를! 7. 인터뷰 - 김근태 '바깥사람' 인재근 8. 변상욱칼럼 - 민주, 노동, 양심수 사면해야                                                                                             |
| 4회  | 2012년 2월 17일 | 1. 4대강 시공업체와 수자원공사의 현장 취재방해 2. 4대강 달성보의 내부시설 누수 첫 확인 3. Wikileaks - MB정부의 대일본 굴욕외교와 미국의 태도 4. 몽구영상 - 쌍용차 1000일 5. 공갈뉴스 - 언론의 재벌봐주기 보도 6. 공갈영상 - MB-오바마 디트로이트 방문 7. 인터뷰 - 꿈꾸다 잡혀갔던 추모시인 송경동 8. 변상욱칼럼 - FTA 공방과 총선                                                |
| 5회  | 2012년 2월 24일 | 1. 4대강 민간점검단 44명 - 점검받을 사람이 점검단? 2. 보수완료 달성보 발전시설 내부 누수 재확인 3. Wikileaks - MB, 포퓰리즘을 비난할 자격있나? 4. KBS, MBC, YTN 3사 초유의 동시파업 임박 5. 몽구영상 - 우린 그를 기념할 수 없다. 6. 공갈뉴스 - 종편의 "자뻑" 7. 공갈영상 - '다 덮었다' 8. 인터뷰 - 상아탑의 부끄러운 자화상 시간강사 9. 변상욱칼럼 - 토건과 재벌에 밀린 서민복지 |
| 6회  | 2012년 3월 3일  | 강정특집 1. 지금, 강정은... 2. 실종된 민주주의 3. 일상화된 국가 폭력 4. 파괴된 공동체 5. 강정 평화의 길 6. 에필로그 |
| 7회  | 2012년 3월 10일 | 강정특집 2탄 1. 강정 현장 - 구럼비 발파 2. 강정의 운명은? 3. 해군내부자료 - 군항으로도 문제많아 4. 공갈영상 - 서경석은 약장수? 5. 변상욱칼럼 - 스웨덴 비욘세섬의 교훈 6. Epilogue - 양윤모 |
| 8회  | 2012년 3월 17일 | 민간인 불법사찰 1. '민간인 불법사찰'의 시작과 전개 2. '민간인 불법사찰' - 장진수 청와대 개입폭로 3. '민간인 불법사찰' - 변죽만 울린 검찰수사 4. 제주 해군기지 입지도 악조건 5. 공갈뉴스 - 언론의 삼성 봐주기 6. 공갈영상 - 해군의 불편한 진실 7. 종편시청률의 꼼수 8. 변상욱칼럼 - 공권력, 그 존재의 이유                                                                        |
| 9회  | 2012년 3월 24일 | 민간인 불법사찰 2탄 1. 민간인 불법사찰 - 임태희와 이동걸 2. 민간인 불법사찰 1년 2개월전에 알고도 은폐 3. 민간인 불법사찰 몸통을 자처한 깃털 4. 공갈영상 - 몸통의 재구성 5. 정수장학회, 아직도 박정희 사업지원 6. 몽구영상 - 작은 실천이 세상을 바꾼다 7. 위키리크스 - 국권침탈 100년, 여전히 비굴한 MB 정부 8. 변상욱칼럼 - MB 정부의 역사적 정체성은?                           |
| 10회 | 2012년 3월 31일 | 민간인 불법사찰 3탄 1. 박영준과 대포폰 사용자들 2. 6급주무관이 청와대를 협박? 3. YTN 사찰, 언론장악 실체드러나 4. 박물관 만찬, MB정부의 천박한 문화관 5. MBC 김재철 "투표율을 높이지 마라!" 6. 공갈영상 - 종편의 '자뻑' 7. 변상욱칼럼 - 청산없이 언론이 설 수 없다 |
| 호외 | 2012년 4월 5일  | 투표근육 강화를 위한 쪽집게 버전 1. 투표율 70%의 약속 + 뉴스타파의 약속? 2. 뉴스타파 1~10회 하이라이트 3. 투표하면... |
| 11회 | 2012년 4월 8일  | 1. 청와대 '인권위 블랙리스트' 2. 쌍차 22번째 죽음, 정치는 무엇을 했나? 3. '민간인 불법사찰'과 새누리당 책임 4. YTN 핵심간부들 불법사찰 협력 의혹 5. 공갈영상 - 도저히 웃을 수 없는..... 6. 안철수 "투표는 미래가치" 7. 이외수 "삐리리~" 토크의 향연 8. 위키리크스 - You say "Missile", I say "Rocket" 9. 변상욱 칼럼 - 인간의 존엄은 꺼지지 않는다.                              |
| 12회 | 2012년 4월 21일 | 내 사랑 민자 1. 밑빠진 9호선에 물 붓기 2. 누워서 떡 먹는 맥쿼리 3. 식당 아줌마의 빨랫줄 4. 공갈영상 - 수첩공주에서 녹음공주로 5. 변상욱칼럼 - '멘붕' 탈출신공 |
| 13회 | 2012년 4월 28일 | 소가 웃는다 1. 김종훈 - 뭐! 한마리가지고? 2. 김미화 조PD '미친대담 美親對談' 3. 천성산 도롱뇽의 고백 4. 지율을 죽여라 5. 공갈영상 - 매우쳐라 6. 변상욱 칼럼 - 떠나는 MB에게 묻는다 |
| 14회 | 2012년 5월 5일  | 장관님은 줄행랑 1. 묵묵부답 권장관 2. 동문서답 서장관 3. 공갈영상 - 박근혜 압그레이드 4. 비정규직 탈출했어요 5. 변상욱 칼럼 - 조국없는 당신에게 |
| 15회 | 2012년 5월 12일 | 사장님은 나빠요 1. 삼성, 또 하나의 죽음 2. 콜트콜텍 "또 잘라라" 3. 인터뷰 - 이정희에게 묻다 4. 김진숙의 고언 "대중을 무서워하라" 5. 공갈영상 - 왕차관의 OX 퀴즈 6. 변상욱 칼럼 - 정치의 영혼을 묻다 |
| 16회 | 2012년 5월 26일 | 원전 묵시록(默示錄) 1. 블랙아웃 12분, 또 다른 후쿠시마 2. 대재앙의 시나리오 3. 사이렌과 방독면 4. 공갈영상 "재처리파 자해공갈단" 5. 예술이 밥 먹여주냐? 6. 변상욱칼럼 - 지도자의 조건과 국민의 자세 |
| 17회 | 2012년 6월 2일  | 홍보가 기가 막혀 1. 철도 민영화 '멘붕 777' 2. 합정동 습격 사건 3. 할머니의 인생 숨바꼭질 4. 김진애 인터뷰 - '野'성을 가져라 5. 변상욱칼럼 - MB가 '종북'으로 간 까닭은? |
| 호외 | 2012년 6월 10일 | MBC 해직PD 이근행 |
| 18회 | 2012년 6월 11일 | 콘크리트 허파 1. 웰컴 투 '쎄멘골' 2. '앙꼬' 빠진 건강통지서 3. 몽구영상 - 청소노동자 "모자이크 해주세요" 4. 공갈영상 - 조현오+YTN=경찰방송 5. 변상욱칼럼 - 우리의 깃발은 푸르다 |
| 19회 | 2012년 6월 16일 | 연극이 끝나고 난 뒤 1. 검찰 "카메라 꺼주세요" 2. 쎈놈이 온다 영리병원 3. 몽구영상 - 효순이와 미선이가 걷던 그 길 4. 인터뷰 - '두개의 문' 김일란 감독 5. 변상욱 칼럼 - '공포는 나의 힘' |
| 20회 | 2012년 6월 23일 | MBC 홀로코스트 1. 최승호가 짤렸다. 2. 8조원 짜리 공수표 3. 인터뷰 - 농사 짓게 해 주세요. 4. 몽구영상 - 보름 동안의 이별 5. 변상욱 칼럼 - 2012 청년에게 고함 |
| 21회 | 2012년 6월 30일 | 내맘대로 엠.비.씨 1. 인천공항 지분매각 - MB의 민자사랑 2. MBC 옴부즈맨 살인사건 3. 몽구영상 - 철거된 인생 4. 인터뷰 - 전두환과 시민군 5. 변상욱 칼럼 - 대선을 앞둔 마지막 꼼수 |
| 호외 | 2012년 7월 6일  | 변상욱, 노종면 당신이 주인입니다. |
| 호외 | 2012년 7월 20일 | 현병철, "독재했다 해도 좋습니다" |
| 호외 | 2012년 7월 27일 | 1. 뉴스타파가 걸어온 길 2. 복리후생 3. 첨단 방송시스템 4. 취재현장 5. 시청자 인터뷰(이보은, 공지영, 김남훈, 양혜진, 길원옥, 황영욱, 정혜신) 6. 미공개 사진 |

### 시즌2
| 회차 | 업로드 일자      | 내용 |
| ---- | ---------------- | --- |
| 22   | 2012년 8월 17일  | 노조 박멸 3단계 대작전 1. SJM - 때려잡기 2. 만도 - 겁주기 3. 발레오 - 길들이기 4. 뉴스타파의 시선 - 박근혜와 7명의 원로들 5. 인터뷰 - 강기갑 6. 최용익 칼럼 - 현실 왜곡하는 대통령의 경축사 |
| 23   | 2012년 8월 24일  | 블랙코미디 4대강 1. 그 많던 22조는 어디갔나 2. 무능함인가 사기인가 3. 시선 - 장준하와 박정희 4. 최용익칼럼 - 박근혜 후보의 역사의식 |
| 24   | 2012년 8월 31일  | 암투병중인 '한국의 드레퓌스' 강기훈 1. 끝나지 않는 유서대필 조작사건 2. 판,검사들의 승승장구 3. 시선 - 입맛대로 서민경제, 보수언론의 이중성 4. 일망타진 학교폭력? 인권없는 이주호의 교과부 5. 최용익칼럼 - 김재우 이사장 연임의 속셈은?                                                              |
| 25   | 2012년 9월 7일   | 땡전뉴스의 귀환 1. KBS, MBC에 땡전뉴스를 許하라. 2. 시선 - 독재를 독재라 부르지 못하고... 3. 빅브라더 in MBC - 1. CCTV 4. 빅브라더 in MBC - 2. TrojanCut 5. 최용익 칼럼 - 조선일보 오보 이중성 |
| 26   | 2012년 9월 15일  | 그녀의 시간은 거꾸로 흐른다 1. 인터뷰 안합니다. 2. 시선 - 왜곡된 역사를 바로잡고 싶습니다. 3. 묘비도 빼앗기고 4. 최용익 칼럼 - 또 무산된 대북지원 |
| 27   | 2012년 9월 22일  | 77일 2646명, 그리고 3년 1. 박근혜 역사를 바로잡고 싶습니다. 2. "사과 한번 해봤습니까?" 3. 세상이 감옥입니다 4. 최용익 칼럼 : 화법과 광폭행보의 상관관계 |
| 28   | 2012년 9월 29일  | 진실이 빠진 보도는 홍보다 1. KBS 간부들에게 없는 것? 2. 시선 - 언론이 아니무니다 3. 응답하라 피디수첩 4. 최용익칼럼 - 꼬리자르기식 사과 |
| 29   | 2012년 10월 13일 | 기자와 평론가 1. 기자 - 아니면 말고... 2. 평론가 - 틀리면 말고... 3. 시선 - 정답이 있습니까? 4. 최용익칼럼 - 다시 고개 든 색깔론 |
| 30   | 2012년 10월 20일 | 두 얼굴 1. 시선 - 구청장은 고문가해자였다. 2. 박근혜 캠프의 언론플레이 3. 공익제보인가? 미디어 스핀인가? 4. 최용익 칼럼 - 정수장학회 매각음모의 결말은? |
| 31   | 2012년 10월 27일 | 법도 원칙도 없다 1. 바퀴따라 달라요 2. 나는 종북입니다 3. 시선 - 꼴값 4. 칼럼 - 박정희와 정수장학회 그리고 박근혜 5. 엔딩 - 안종필 자유언론상 |
| 32   | 2012년 11월 3일  | 내가 언제 그랬어 1. 투표시간연장 긴급여론조사 2. 이명박 대통령 경제공약 집중 점검_부자편 3. 이명박 대통령 경제공약 집중 점검_서민편 4. 최용익칼럼- MB말기 꼼수 2 |
| 33   | 2012년 11월 9일  | 묻지마, 보지마, 말하지마 1. MBC 김재철 해임무산 막전막후 (뉴스타파 감금사건) 2. 박근혜만 바라보는 KBS TV토론 3. MB 5년, 재갈물린 국민들 4. 최용익 칼럼 - '김재철 지키기' 진상을 밝혀라! |
| 34   | 2012년 11월 16일 | 금오산의 전설 1. 박근혜, 바꾸네 2. 박정희는 神입니다 3. 이명박 4년 성과의 꼼수 4. 김일란이 만난 사람 - 희망의 망루를 짓다 5. 최용익 칼럼 - 노동권 없는 경제민주화 허구다 |
| 35   | 2012년 11월 22일 | 백범(白凡)이 울겠다 1. 단일화 TV토론 막전막후 2. 기어이 촛불까지 3. 단일화 TV토론 - 긴급여론조사 4. 최용익 칼럼 : 단일화의 역사적 의미 |
| 36   | 2012년 12월 1일  | 여론 흐리는 여론 조사 1. 안철수 지지자 90%, 정권 교체 해야 2. 여론조사, 예측은 예측일 뿐 3. 박근혜, "제가 뭐라고 했죠?" 4. 대선후보 검증 막은 KBS 길환영 5. 선관위, 투표 편의 제공 차량 영남만 50% 6. 김일란이 만난 사람: 영화 남영동1985 배우 박원상 7. 최용익 칼럼: 정치검찰은 전면개혁만이 답이다 |
| 37   | 2012년 12월 8일  | 후보도 전쟁, 언론도 전쟁 1. 안철수 첫 공동유세 "꼭 투표하세요" 2. 잃을 게 없다 vs 읽을 게 없다 3. 다카키 마사오와 6억 원 4. 길환영 때문에 KBS 기자들이 뿔났다 5. 최용익 칼럼 - TV토론 없이 민주주의도 없다                                                                                           |
| 38   | 2012년 12월 15일 | 1219 굿바이 MB 1. 철탑에서 온 편지 2. 투표율 100%를 바랍니다 3. 안철수의 소리통 4. 이명박 5년, 행복하셨습니까? 5. 투표권을 잃은 사람들 6. 최용익 칼럼 - 언론인 대량 해고는 막아야 한다 7. 엔딩 : 역사 앞에 거짓된 글을 쓸 수 없다                                                                    |
| 호외 | 2013년 2월 19일  | 박근혜 정부 고위공직자 인사검증 1편 1. 유진룡 문화체육관광부 장관후보자, 탈세/이중공제 의혹 2. 류길재, 이동필, 방하남 등 장관후보자 3명 논문중복게재 의혹 |
| 호외 | 2013년 2월 21일  | 박근혜 정부 고위공직자 인사검증 2편 - 김종훈의 조국은? 1. 김종훈 미래창조과학부 장관후보자와 CIA의 관계 |

### 시즌 3

#### 뉴스타파 TV (구 뉴스타파 N)

##### 2013년
| 회차   | 업로드 일자      | 내용 |
| ------ | ---------------- | --- |
| 1      | 2013년 3월 1일   | 국정원 정치개입 의혹등 1. 2012년 4월 총선 때도 인터넷 여론 조작 있었다 2. 국정원 사건, "일주일이면 끝낼 수 있는 수사다" 3. "댓글 활동이 대북심리전이라는 국정원 주장, 어이없다" 4. 순간, 세상 - 66일 5. 박근혜 정부 장관 후보자, 반포아파트 투기 의혹 잇달아 6. 학자·교수 출신 장관 후보자 5명 중 4명 논문 중복 게재, 용역보고서 짜깁기 의혹 7. 예산감시기획 "내 세금 어떻게 쓰이나?" 1편 : 복지예산 100조 시대의 허상-공적연금, 주택부문 지출 빼면 50조에 불과 |
| 2      | 2013년 3월 8일   | 미군범죄와 검찰 등 1. (단독) '평택 수갑' 미 헌병, 이미 한국 떠났다 2. 예산감시기획 2편 : '성공불융자', 세금 1,400억 날렸다 3. 순간, 세상 - 아이들의 새 학기 4. 5.16 군사정변, 금기어 돼 가는가? 5. 복지없는 복지전선 6. 이것이 데이타 저널리즘! |
| 3      | 2013년 3월 15일  | 1. 국정원 연계 추정 그룹, 트위터에서도 조직적 활동 2. 미스터 따법, 권재진의 낯뜨거운 이임식 3. 긴장과 대결 부추기는 KBS 4. 순간, 세상 - 성수동 수제화 협동조합 5. 대기업 배불리는 농산물가격안정기금 6. 수갑 미군 출국 묵인 검찰, 직무유기로 고발 검토 7. ending - 월요일 아침, 바다를 건너온 편지 한통 |
| 호외   | 2013년 3월 18일  | '국정원장, 정치개입 지시' 의혹 문건 공개 - 국정원 연계 트위터 여론 개입 확인 |
| 4      | 2013년 3월 22일  | 1. 50만 중증환자 속였나? 2. 용산, 부동산 광풍 6년 후... 3. 순간 세상, - 흔한 '알바' 4. 국정원 속보 - 연관 트윗계정 600여개 5. 예산기획 - 2조 2천억 들인 아라뱃길, 한해 물동량 고작 '컨' 176개 6. 엔딩 - 동아투위 38주년 |
| 5      | 2013년 3월 29일  | 1. 국정원 사건 취재기자 겨냥 해킹 공격 2. 김재철, 방문진 해임결의 뒤 자진 사퇴 3. 순간세상 해방촌 4. 3억대 연봉 국제기구 파견 공무원, 퇴직금도 꿀꺽 5. 스폰서검사와 채동욱 검찰총장 후보자 6. 뉴스타파 RTV 방송 소개 7. 엔딩: 개소식 |
| 6      | 2013년 4월 5일   | 1. 창조 경제'를 창조하라 2. 대학가에 '유신 학칙' 부활 3. 순각세상 -진주의료원 4. 억대 연봉, 10억대 재산 공무원도 학자금 무이자 혜택 5. 박근혜 표 부동산 정책, '부자 위한 정책'비판 6. 엔딩 4.3 65년 기념 |
| 7      | 2013년 4월 12일  | 1. '조세피난처'에 한국 현지법인 165개 확인 2. 검은 돈의 블랙홀, '조세피난처' 3. 순간,세상 - 대한문 분향소철거 4. 예산기획 - 4대강 끝나니 이젠 곳곳에 댐 건설 5. 국립묘지서 눈감지 못하는 '최고령 항일투사' 6. 엔딩 - 봄 |
| 8      | 2013년 4월 19일  | 1. '정치개입' 국정원 추정 10개 트위터그룹 확인 2. 예산기획 - 국회의원 억대 연봉의 비밀 3. 순간, 세상 - 어느 케이블 설치 기사 4. 패배에 임하는 '너무 다른' 자세 5. 엔딩 |
| 9      | 2013년 4월 26일  | 1. 국정원 추정 트위터그룹, 대선 여론 개입 2. MB 청와대 중요 기록 어디로 갔나? 3. 순간, 세상 - 노인을 위한 나라는? 4. "발전기금은 독약이었다" 5. 사교육 비판하면서 사교육 사업 |
| 10     | 2013년 5월 3일   | 1. '파리목숨' 현대차 촉탁계약직 2. '여사님프로젝트' 예산 800억 어디 갔나? 3. 순간, 세상 - 메이데이, 일하시나요? 4. 해외공관, 자국민 보호 뒷전 5. '개성 철수', 얻은 것과 잃은 것 6. 정세현 전 통일부장관에게 듣는다 7. 엔딩 - 촛불 5주년 |
| 11     | 2013년 5월 10일  | 1. 국정원 추정 트위터 핵심계정 실명 확인 2. 예산기획 - 약속 어긴 '귀족학교' 국제중에 혈세 지원 3. 순간, 세상 - 우리동네 문방구 4. 쌍용차 노동자들이 세상에 묻는다 5. 한국일보는 사주와 전쟁 중 6. 방송통신심의위원회, 뉴스타파를 심의하다 7. 엔딩 - 임을 위한 행진곡 |
| 12     | 2013년 5월 17일  | 트위터 핵심계정은 국정원 심리정보국 직원 확인 1. 트위터 @nudlenudle은 국정원 심리정보국 직원 43살 이△△ 2. 윤창중에 덮힌 박대통령의 위험한 방미 발언 3. 순간, 세상 - 택배도 '갑질'엔 꿈틀 4. 정부가 '5.18 정신' 훼손 앞장 5. 예산기획 - '제주 4.3' 진실 왜곡 단체에 혈세 지원 |
| 특집1  | 2013년 5월 22일  | 뉴스타파・ICIJ 공동 '조세피난처 프로젝트' - 조세피난처의 한국인들 1. 뉴스타파・ICIJ, 조세피난처 한국인 245명 확인 2. 전 경총회장 부부, 조세피난처에 법인・계좌 개설 3. 대한항공 고문 부인도... 수상한 해외부동산 거래 포착 4. 효성家 조욱래 회장 부자도... |
| 특집2  | 2013년 5월 27일  | 뉴스타파･ICIJ 공동 '조세피난처 프로젝트' - 조세피난처의 한국인들2 1. 한진해운홀딩스 회장과 전무가 함께 설립 2. 한화계열사 사장 신탁회사 만들어 해외 아파트 거래 3. SK증권 부회장 출신도 페이퍼컴퍼니 설립 4. 대우그룹 임원출신 계좌도 발견 5. "역외탈세, 뿌리뽑아야" 한 목소리 |
| 특집3  | 2013년 5월 30일  | 뉴스타파･ICIJ 공동 '조세피난처 프로젝트' - 조세피난처의 한국인들3 1. 김석기 전 중앙종금 대표, 유령회사 6개 설립 2. 싱가포르 비밀계좌 주인은? 3. 사학재벌의 두 얼굴 |
| 특집4  | 2013년 6월 2일   | 뉴스타파 · ICIJ 공동 '조세피난처 프로젝트' - 조세피난처의 한국인들4 1. 전두환 전 대통령 장남 전재국씨 페이퍼컴퍼니 설립 2. 왜 2004년에 설립했을까? 3. 계좌개설은행은 아랍뱅크 |
| 특집5  | 2013년 6월 6일   | 뉴스타파 · ICIJ 공동 '조세피난처 프로젝트' - 조세피난처의 한국인들5 1. 북한도 조세피난처에 2. 김석기, 수배 중 버젓이 사업 3. 전재국 유령회사, 아랍은행 특별관리 받아 |
| 특집6  | 2013년 6월 13일  | 뉴스타파 · ICIJ 공동 '조세피난처 프로젝트' - 조세피난처의 한국인들6 1. 중견기업들도.... 2. 이중 삼중으로 감춰 3. 한 기업의 몰락 배후엔? |
| 특집7  | 2013년 6월 14일  | 뉴스타파 · ICIJ 공동 '조세피난처 프로젝트' - 조세피난처의 한국인들7 1. 조세피난처 데이터 전격 공개 2. 10년 넘게 비밀리에 운영 |
| 특집8  | 2013년 6월 19일  | 뉴스타파 · ICIJ 공동 '조세피난처 프로젝트' - 조세피난처의 한국인들8 1. 한진해운, 서사모아에 유령회사 2. 한아름종금도 페이퍼컴퍼니 3. 국정원, SNS전담팀 신설 확인 4. 검찰의 기소유예, 형평성 잃어 |
| 특집9  | 2013년 6월 27일  | 뉴스타파 · ICIJ 공동 '조세피난처 프로젝트' - 조세피난처의 한국인들9 1. 의문의 2대주주, 유령회사까지 2. 방송사들, 국정원 선거개입 사건 축소 급급 3. 정상회담 대화록 발췌본 손질 의혹 4. 해직언론인 공정방송 천리길 5. GS칼텍스, 갑의 '내맘대로' 셈법 |
| 특집10 | 2013년 7월 4일   | 뉴스타파・ICIJ 공동 '조세피난처 프로젝트' - 조세피난처의 한국인들 10 1. 유령회사 차린 오정현 SSCP 전 대표, 수백억원 회사자금 개인계좌로 빼내 2. 조세당국의 말뿐인 '고액체납자와 전쟁', 해외도피한 100억대 고액상습체납자 호화생활 중 3. 북한 장단에 춤추는 NLL 논란 4. 갑중의 갑 정유사 '족쇄계약', 소비자도 피해자 |
| 13     | 2013년 7월 11일  | 국정원, 그들의 민낯 1. '서울시 공무원 간첩사건'의 증거 허점투성이 2. 탈북자 기록 9천건 미국에 넘겨줘 3. 국정원의 기록물 관리 제멋대로 4. 4대강 사기극의 공범들 |
| 14     | 2013년 7월 18일  | 저널리즘 포기한 공영방송 외 1. 공영방송, 저널리즘 포기했나? 2. 오정현 전 SSCP 대표, 지인에게도 200억원 유출 3. 순간세상 밀양 송전탑 반대 주민 4. 특허따로 제품따로 우수조달제품 |
| 15     | 2013년 7월 25일  | 김우중 전 대우그룹 회장 은닉자금 드러나나 외 1. 김우중 아들, 베트남 소재 600억대 고급 골프장 소유 2. 추징금 안내려고 국내 최대로펌 김앤장 통해 항소 3. 순간, 세상 - 한미 방위비분담금 협상 4. 정부, 언론의 본질 외면한 희망버스 '폭력' 몰이 5. 엔딩 - 국정원 국정조사(2013.07.24) |
| 16     | 2013년 8월 15일  | 경찰 CCTV는 말한다 외 1. 서울 경찰청 증거분석실 127시간 2. 브릿지영상 - 대구경북 천주교사제 시국선언/7차 범국민 촛불대회 3. 4대강, 국민검증단'은 무엇을 보았나 4. 4대강, 녹조의 진실 5. 엔딩 - 항일투사 후손의 여름 |
| 17     | 2013년 8월 23일  | 국정원의 맨 얼굴 1. 국정원 합동신문센터에선 무슨 일이? 2. '말할 수 없고', '기억나지 않는' 이유 3. 정부지원업체가 조세피난처 '페이퍼컴퍼니' 설립 권유 4. 순간, 세상 - 노들장애인야학 개교 20주년 5. 브릿지 영상 - 8차 범국민 촛불대회 |
| 18     | 2013년 8월 29일  | "아고라를 점령하라" 1. 탈북자 조직, 돈 받고 여론전 펼쳐 2. 국정원 댓글과 닮은 꼴 3. 영상 - 4대강 국민검증단 금강조사 4. 박근혜 정부, 철도민영화 포기 맞나? |
| 19     | 2013년 9월 3일   | '국기문란' 덮은 '내란음모' 1. '국기문란' 덮은 '내란음모' 2. 미디어비평 - 돌 맞은 취재차량 3. 영상 - 로버트 카파 100주년 사진전 4. 나는 왜 탑에 올랐나 |
| 20     | 2013년 9월 6일   | 국정원 개혁은 어디로? 1. '내란' 선풍에 국정원개혁 실종 2. 검찰, 국정원 트위터 계정 4백개 확인 3. 브릿지 영상 - "역사왜곡 교과서를 규탄한다" 4. 엔딩 - 진실의 힘 |
| 21     | 2013년 9월 10일  | 너의 입을 다물라 1. 좌초된 '천안함 프로젝트' 2. 시대착오 '종북몰이' 기승 3. 고려대 표창원 강연 불허 4. 태안에서 본 삼성의 민낯 5. 엔딩 - 동아투위 1975 |
| 22     | 2013년 9월 13일  | 전두환의 1672억, 뉴라이트의 역사교과서 1. 전두환 일가 해외재산은? 2. '자진납부'의 꼼수 3. 천주교 평신도 시국선언 4. 4백건 지적...부실 투성이 5. '친일·독재' 미화 논란 6. 뉴라이트 집필...감수도 없어 |
| 23     | 2013년 9월 17일  | "빚내 줄게 새집 사라" 1. '사찰·공작정치' 부활? 2. '집값 들썩'에 또 속나? 3. "부동산 게임 끝났다" 4. 택배 하나 배달에 880원 5. Good night and good luck |
| 24     | 2013년 9월 24일  | 역사전쟁 1. 청와대의 '역사전쟁' 2. 여론조사? 여론조작? 3. 김재철 전 MBC 사장 엄정수사 촉구 회견 4. 홍준표의 '마이 웨이' 5. Good night and good luck 2 |
| 25     | 2013년 9월 27일  | 기초연금 논란, '역사전쟁'의 노림수 1. 공약 때부터 '국민연금과 연계'였다 2. '뉴라이트 교과서', 일본 우익에게 기회를 주다 3. '역사전쟁'의 노림수는? 4. 엔딩 - 다큐멘터리 사진가들의 달력 프로젝트 |
| 26     | 2013년 10월 1일  | 김우중 은닉자금은 방콕은행에? 1. 김우중 은닉자금 방콕은행에? 2. KBS, 대통령 기초연금공약 후퇴 감싸기 급급 3. 도입취지 사라진 기초연금 정부안 4. 박근혜 vs 진영 5. '공염불'된 주류협회의 사회적 책임 |
| 27     | 2013년 10월 4일  | 역사교과서 공동저자 '이견 묵살' 1. 공동저자, "이견 묵살당해" 2. 영상 유영익 국편위원장에게 묻다 3. '유신 사무관' 부활? 4. 밀양의 눈물 5. 엔딩 |
| 28     | 2013년 10월 8일  | 1조원대 국부유출 적발 1. 1조원대 국부유출 적발 2. '국정원녀'와 '내연녀', 그리고 언론 3. '용산참사' 김석기, 공항에 낙하 4. 가습기 살균제 제품, 버젓이 유통 5. 하승수 인터뷰 - "밀양 송전탑 필요 없다" |
| 29     | 2013년 10월 11일 | 국정원의 전방위 여론전쟁 1. 국정원의 전방위 여론전쟁 2. '팻 캣'을 잡아라 3. 프로퍼블리카 설립자 인터뷰 "저널리즘 지형이 바뀐다" |
| 30     | 2013년 10월 15일 | 박근혜 정부의 '허울'뿐인 국민대통합 1. "해직언론인? 우리문제 아니다" 2. 노조 내치고 국민대통합? 3. '예보'의 유령회사 '오리발' 4. 임종국 1부 - 식민지 소년의 '자화상' |
| 31     | 2013년 10월 18일 | '유령출판사'가 국정원 책 출간 1. '유령출판사'가 국정원 책 출간 2. 트위터 여론조작 기소 3. 4대강 준설토가 농사 망쳐 4. '빈익빈 부익부' 세금정책 5. "저널리즘에 혁신을" |
| 32     | 2013년 10월 22일 | "유례 찾기 힘든 중대 선거범죄" 1. 국정원 트위터 선거개입은 "유례 찾기 힘든 중대 선거범죄" 2. 뉴스타파, 글로벌 탐사보도 총회서 국정원 보도 사례 발표 3. 전직 대통령 아들 사상처음으로 국감증인 출석 4. 임종국 2부 - 군사독재 뒤 붉은 그림자 |
| 33     | 2013년 10월 25일 | '여론조작, 도청'...무너지는 민주주의 1. '軍 관련 의심계정' 백여개 확인 2. "NSA, 한국도 도청했다..관련 기록 곧 공개" 3. 대형 건설사 '산재 무혐의'의 비밀 4. 수자원공사 국정감사 |
| 34     | 2013년 10월 29일 | "찍어서 자르겠다" 1. "찍어서 자르겠다"..박근혜 정부서 '찍어내기' 유행 2. '한국사 지도사'로 방과후 교사 취업? 3. 십자가 대신 박정희 전 대통령 초상화 4. 김진혁PD의 미니다큐 - 친일연구의 선구자 임종국3 |
| 35     | 2013년 11월 1일  | '불통 대통령' 박근혜 1. '불통 대통령' 박근혜... 구중궁궐에 갇혔나? 2. '땡박뉴스' 전성시대 3. "네티즌 감성에 맞춰 어필하라" |
| 36     | 2013년 11월 5일  | 軍의 '사이버 안보'는 '정권 안보'? 1. 뉴스타파, '정치 댓글' 군인과 군무원 31명 확인 2. 누가 사이버 안보를 위태롭게 하는가? 3. 문화체육관광부의 끝없는 '갑질' 4. 엔딩 - 파리 교민들, 박 대통령 방불 항의집회 (영상제공: 파리 이지용 PD) |
| 37     | 2013년 11월 8일  | 대한민국, 주권 국가 맞나? 1. 대한민국, 주권국가 맞습니까? 2. 유성기업, 복직 노동자 또 무더기 해고 3. 박은선 선수, '솔직히 너무 힘들다' 4. 기획시리즈-'세상을 바꾸는 힘, 비영리 탐사매체' CPI편 '글로벌 감시견으로 서다' |
| 38     | 2013년 11월 12일 | 국정원의 소송 전쟁 1. 양치기 언론, 5년 내내 "부동산 바닥이다" 2. 국정원, 국민 상대 '심리전'에 이어 '소송전' 3. 3번 해직..그래도 '참교육' |
| 39     | 2013년 11월 15일 | "유럽순방보도, 100% 국내용" 1. "유럽순방보도, 100% 국내용" 2. 이게 사이버 안보댓글? 3. "자국민상대 심리전 불가" 4. 세상을 바꾸는 힘, 비영리 탐사매체 - ICIJ편 '국경초월한 국제탐사보도' 5. 엔딩- 형제복지원 연극 해피투게더 |
| 40     | 2013년 11월 19일 | '소녀외교'의 추억과 대통령 박근혜 1. '소녀외교'의 추억과 대통령 박근혜 2. 송전탑 지나는 마을 주민 35 %가 암 3. 김진혁의 미니다큐 - 복지국가 스웨덴의 비밀(1) 4. 엔딩 - 공간 Space 사옥 |
| 41     | 2013년 11월 22일 | 새누리 전가의 보도 '73건 도그마' 깨졌다 1. 새누리 전가의 보도 '73건 도그마' 깨졌다 2. 민간인 사찰팀 원충연, 경찰에 방송사 노조 수사 압력 3. "세상을 바꾸는 힘, 비영리 탐사매체" - ICN편 |
| 42     | 2013년 11월 26일 | 뉴스타파 특별기획 MB의 유산 - 1부 4대강, 단군이래 최대 '돈잔치' 1. MB 고향방문,반성없는 자화자찬만 2. 4천억 동문회, 낙동강을 접수하다 3. 낙동강 30공구의 비밀 4. '퇴임 후 4대강 대책' 보고서 입수 |
| 43     | 2013년 11월 29일 | 뉴스타파 특별기획 MB의 유산 - 2부 곡학아세, 4대강과 학자 그리고 훈장 1. '4대강 방패막이'의 대가, 훈장과 용역 2. "개떡같은 세상...4대강 반대하면 다 잘렸다" 3. 'MB의 유산' 시민참여 프로젝트 4. 권언 동일체, '종북몰이' 대공세 5. 김진혁의 미니다큐 - 복지국가 스웨덴의 비밀(2) |
| 44     | 2013년 12월 3일  | 뉴스타파 특별기획 MB의 유산 - 3부 4대강 돈잔치의 주인공은? 1. 4대강 건설사 임원 102명, 여권 정치인에 후원금 몰아줘 2. MB 인맥 건설사, 4대강 공사 4조 8천억 수주 3. 재앙을 부르는 'MB식 녹색성장' 4. 엔딩 - 시각장애인 청소년 경비행기 체험 |
| 45     | 2013년 12월 6일  | 간첩사건에 또 가짜증거? 1. 검찰, '서울시 공무원 간첩사건' 2심 재판에서 위조 의혹 중국 공문서를 증거로 제출 2. 특별기획 MB의 유산 - 4대강편 제4부 : '태국 물사업' 독소조항으로 가득 |
| 46     | 2013년 12월 10일 | 뉴스타파 특별기획 MB의 유산 - 5부 4대강은 흘러야 한다 1. 4대강 훈·포장 255명 공적서 입수, 실명 공개 2. 낙동강 유속, 4대강 사업 전보다 8배 느려져 3. "사진으로 기억하는 민주화" - 정태원 전 로이터 사진기자 |
| 47     | 2013년 12월 13일 | 뉴스타파 특별기획 MB의 유산 - 6부 끝나지 않은 정치공작, 불법사찰 1. '철도민영화' 시동 걸렸다... 노조는 총파업, 사측은 강경대응 2. "전모 밝히면 MB 하야해야"... 진경락의 옥중진담? 3. 박근혜 정부, '불법사찰 청산' 못 하나? 안 하나? 4. 불법사찰 가해자와 피해자...그 끝나지 않은 이야기 5. 김진혁PD의 미니다큐 - 복지국가 스웨덴의 비밀(3) |
| 48     | 2013년 12월 17일 | 뉴스타파 특별기획 MB의 유산 - 7부 또 다른 복마전, 자원외교 1. MB 자원외교는 '글로벌 호구'? 2. 구리광산 중개업체 배후에 민유성 전 산업은행 총재 3. 브릿지영상 - 안녕들 하십니까? 4. 국정원개혁특위, 시작부터 '싹수가...' |
| 49     | 2013년 12월 20일 | 뉴스타파 특별기획 MB의 유산 - 8부 '쪽박' 자원외교, '부채더미' 공기업 1. 4조 6천억 날린 '하베스트' 수확 2. 석탄공사는 몽골서 '쪽박' 3. 브릿지영상 - 대선 1년, 안녕하십니까? 4. 끝나지 않은 정치공작, 불법사찰 2 5. 남매간첩사건 관련 검찰의 사실조회서도 조작의혹 제기돼 |
| 50     | 2013년 12월 24일 | 성탄기획 - 거리의 신부들 1. "우리는 강정을 떠날 수 없다." 2. 순교의 길이라도 어쩔 수 없어...불의의 현장엔 늘 함께 해야 3. 종교계의 시국선언 4. 가난한 자의 교회가 되라 5. 김진혁의 미니다큐 - 주교 지학순 |
| 특집11 | 2013년 12월 31일 | 송년특집 - 키워드로 보는 2013년 대한민국 - 키워드 1. 조세피난처로 간 한국인들 - 키워드 2. 갑의 횡포와 을의 눈물 - 키워드 3. 국가기관 대선개입 - 키워드 4. 불통(不通) |

##### 2014년
| 회차   | 업로드 일자     | 내용 |
| ------ | --------------- | --- |
| 특집12 | 2014년 1월 7일  | 신년특집 - 대통령님, '팥죽민심'을 아시나요? |
| 51     | 2014년 1월 10일 | 박근혜의 애완견과 '코드예산' 1. "각본대로 묻고 답했다" 2. 브릿지영상 - 극장가는 길 3. 행복했던 공약, 불행한 예산 4. 박근혜 첫 예산... '코드'와 '월권'으로 얼룩 5. 뉴스타파 대자보 - 중앙대 청소노동자 윤화자 |
| 52     | 2014년 1월 14일 | 새해, 그러나 거꾸로 가는 개혁 1. 박근혜표 공기업 개혁, 국민부담은 늘고 공기업은 돈잔치? 2. 새누리당, "휴대폰 감청 허용하자" 3. 캄보디아 반독재 시위확산, "터질 게 터졌다" 4. 고 박종철 고문치사 27주기 |
| 53     | 2014년 1월 17일 | 서비스업 구조조정,"서민은 없다" 1. 박근혜 정부, 서비스 산업 구조조정 나서나? 2. 대형병원 38곳, 지난 5년간 순이익 2조원 넘어 3. MBC 파업노조원 징계는 무효 4. 캄보디아, 한국업체 대응 옳았을까 5. 뉴스타파 대자보 - 용산참사 5주기... 책임자는 어디에?                                                                                               |
| 특집13 | 2014년 1월 22일 | 시진핑 등 中 최고위층 일가 조세피난처 行 (뉴스타파·ICIJ '중국프로젝트') 1. 중국 '홍색 귀족' 무더기 유령회사 설립 2. 텐센트 설립자 등 '수퍼 리치'도 줄줄이 조세피난처로 3. 시진핑의 '부패척결', 시험대 놓이다 4. '중국발 쇼크'..국내에도 불똥 튀나? 5. '중국프로젝트' 이렇게 취재했다                                                                |
| 특집14 | 2014년 1월 23일 | 시진핑의 개혁은 위선?...언론부터 막았다. (뉴스타파·ICIJ '중국프로젝트') 1. '석유방'도 무더기 유령회사 2. 중국, ICIJ·뉴스타파 차단 |
| 특집15 | 2014년 1월 24일 | 보수단체들, 4대강으로 '돈'도 벌고 '상'도 받고(뉴스타파·ICIJ '중국프로젝트') 1. ICIJ, 중국인 명단 3만여명 공개 2. 4대강 포상자 800명 명단 추가 입수 3. 4대강 지지단체, 정부 '돈'도 받고 '상'도 받고 4. 정부 비판 방송에만 '공정성' 잣대 들이대 |
| 54     | 2014년 1월 28일 | 새누리당 한선교, 국고보고금 5억 꿀꺽? 1. 한선교 의원, '급조' 민간단체로 국고 5억 꿀꺽? 2. '악어와 악어새'...관변단체와 지방의회 3. 뉴스타파 대자보 - "자식들 좀 돌아봐주세요"(철도노동자 박태만의 아내 권영자) |
| 55     | 2014년 2월 4일  | 뉴스타파, '방심위'를 심의하다 1. 방심위,무소불위의 괴물이 되다. 2. 묻지마 민원에서 종북타령 심의까지 3. 방심위원, "방송심의 공정성 조항 폐지해야" |
| 56     | 2014년 2월 7일  | 한선교 측, 문체부에 직접 예산 청탁 1. '한선교 5억 의혹', 문체부 상대로 직접 지원 청탁 드러나 2. 민경욱 KBS 기자의 마지막 마술 3. 김용판 무죄... 특검 필요성 커져 4. 권은희, 김용판 재판부, 판단이 부족하거나 없었다 5. '또 하나의 약속' 상영관 저조, 배후는 삼성 광고?                                                                              |
| 57     | 2014년 2월 11일 | 한선교 의원은 성역인가? 1. AI '무차별 살처분' 언제까지? 2. 한선교, 국고보조금으로 선거운동? 3. '고무줄 잣대' 인터넷선거보도 심의 4. 영상 - 홍문종 사무총장의 아프리카 사랑?! |
| 58     | 2014년 2월 14일 | 조작! 조작! 또 조작! 1. 중국 정부, "검찰 제출 간첩증거는 위조된 것" 2. "유서대필은 기획 조작 사건" 3. 홍문종, 불법건축물 방치하고 양성화 법안 발의 4. 김용판 무죄... 풀리지 않는 의혹들 5. "대량해고 하려고 회계조작" 6. 영상 - 대한민국이 기억해야 할 또 하나의 2월 14일                                                                           |
| 59     | 2014년 2월 18일 | 검찰의 적반하장 1. 조작 감추려 적반하장 해명 2. 중국 공문서, 누가 위조했나? 3. 이석기 1심 재판이 진실 밝혔을까? |
| 60     | 2014년 2월 21일 | 돌고 돌아 또 국정원! 1. 위조 관여 영사는 국정원 대공수사국 소속 2. 꼼짝 못 할 위조 증거-유우성 씨의 여권 공개 3. '친환경' 급식 축소, 이대로 괜찮나 4. 엔딩영상 - '만기친람' 대통령의 침묵 |
| 61     | 2014년 2월 25일 | 박근혜 1년, 대선 공약 채점표 1. 박근혜 공약 점수는 32점...낙제 2. 사라진 공약 설계자 3. 대통령 관련 공약도 안지켜 4. 대통령이 외면한 '낮은 목소리' |
| 62     | 2014년 2월 28일 | '피싱 전화'가 보낸 간첩 증거 1. 위조 중국 공문 보낸 팩스번호의 정체는? 2. 재판부 속인 검찰...'물타기' 나선 언론 3. 방송3사, 1년 내내 '청와대 스피커' 4. 영화 '탐욕의 제국' |
| 63     | 2014년 3월 4일  | 박근혜식 규제완화, 부자들만 웃는다 1. 부동산 규제 완화, 재벌과 강남만 웃는다 2. '집 사라' 내모는 대출 정책 3. 세금 증가, 직장인은 4.5조...기업은 0.1조 4. 국정원-검찰, 진본 확보하고도 위조본 제출 |
| 64     | 2014년 3월 7일  | 증거조작, 백일하에... 1. "위조 알고도 증거로 제출" 2. '급식 자율권'은 어디로? 3. '4만7천 원'의 기적 4. 새봄이 오고 있다. |
| 65     | 2014년 3월 11일 | "조작과 거짓을 향한 무명의 헌신"...국정원 1. '의문의 허룽시 팩스'... 알고보니 국정원 작품 2. '위조 없다더니'...국정원의 현란한 말 바꾸기 3. 희망버스 기다리는 유성 해고 노동자 4. 박근혜 의료정책...삼성은 웃고 있다 5. '세 모녀'가 던진 화두... "복지 사각지대" 6. 뉴스타파 대자보 - 구럼비 발파 2년, 지금 강정마을은 7. "국정원과 검찰, 책임져야" |
| 66     | 2014년 3월 14일 | "셀프수사 안 된다"...특검이 답 1. '유우성 사건' 공판 검사, 국정원 대공수사국 수사지도관 출신 2. '일회성 이벤트'에 혈세 줄줄 샌다 3. 논란 많은 교육청 급식지침, 이번엔 식중독 4. "일부 언론들, 국정원과 함께 춤을" 5. 탐구생활 국정원 편 |
| 67     | 2014년 3월 18일 | ‘합신센터’는 간첩제조공장? 1. ‘한국의 관타나모’ 탈북자 합동신문센터 2. 국정원 합신센터는 ‘간첩 제조 공장?’ 3. 검찰, 국보법이 무섭나? 4. ‘합동신문센터를 수사하라’ 5. 국가보안목표시설 ‘가’급 |
| 68     | 2014년 3월 21일 | '의정 분쟁' 봉합...국민은 없었다 1. 보험사와 병원, 수상한 커넥션 포착 2. 서울대병원과 SKT의 '묘한' 자회사 3. 종편, 일단 재승인부터 하고... 4. "조작하려니 힘드시죠?" 5. "내 친구는 간첩이 아닙니다." |
| 69     | 2014년 3월 25일 | 박근혜 정부 下, MB의 추억 1. '달면 삼키고 쓰면 뱉고'...한화의 고졸 채용 2. "보 없애야 4대강 살아난다" 3. 서울대병원 자회사 "의료기록수집 않겠다" 4. 낙하산 집합소..예산은 흥청망청 5. 뉴스타파의 초심..."진실이야" |
| 특집16 | 2014년 3월 26일 | 전두환 시대 비밀문서로 본 오늘의 초상 1. "美 대통령 환영,100만 군중을 동원하라" 2. "김대중의 일거수일투족을 감시하라" |
| 70     | 2014년 3월 28일 | 유착의 고리...관변단체 보조금 1. '관리사각지대' 관변단체 보조금...혈세 줄줄 샜다 2. 관변단체 '가짜 영수증' 무더기...눈 감은 지자체 3. 신청부터 정산까지 '원스톱 서비스 4. 노종면 YTN 해직기자, '시청자를 위한 뉴스 만들겠다.' 5. '북 가족들 데려온다 약속해 허위 자백했다' 6. 안중근의 빈 터                                                        |
| 71     | 2014년 4월 1일  | 카지노 특혜 의혹...'이명박근혜' 합작? 1. 영종도 카지노 허가작전..MB가 지원 사격 2. '투기 등급' 해외자본에 카지노 밀실 허가 3. 국정원, '국조원' 인증...검찰은 '봐주기' 급급 4. 관변단체 보조금은 성역?...심의위 '있으나 마나' 5. YTN 신사옥 이전과 해직 2000일                                                                                       |
| 72     | 2014년 4월 4일  | '거짓이 거짓을 부른다' 1. [단독]국정원 발표 '자살 탈북자'는 '76년생 한종수' 2. 검사들은 몰랐다고? 3. 민청학련 40주년, 다시 민주주의를 묻다. 4. 체육계 정화작업 말 잔치로 끝나나? 5. '울릉도간첩조작사건' 재조명한 연극 '상처꽃' |
| 73     | 2014년 4월 8일  | '증거위조' 검찰과 국정원은 '한 몸'이었다. 1. 검찰 대책문건 단독 입수... '위조증거'로 뒤집기 시도 2. "국정원장 몰랐다? 삼척동자도 웃을 일" 3. 영종도 카지노, 페이퍼컴퍼니 대거 연루 4. 카지노 심사기준, 투자자 요구로 완화 |
| 74     | 2014년 4월 11일 | 원격의료, 정부가 밀자 삼성이 나섰다 1. "원격의료는 기만극...'재벌용'이다" 2. 검찰, 결심에서도 유우성 간첩 입증 '안간힘' 3. 대구시, 관변단체 보조금 실태 전면조사 4. '임을 위한 행진곡'과 국론 분열 |
| 75     | 2014년 4월 15일 | 검찰은 헛칼질, 재벌은 갑질 1. 결국 '면죄부' 수사...말로만 '환골탈태'? 2. 춤추는 언론...칼춤 추는 삼성 3. '고졸사원' 해고하면서 김승연 일가에 천억대 일감 4. 국정원 셀프개혁의 종말 |
| 76     | 2014년 4월 17일 | 또 침몰한 국가 재난관리시스템 1. 재난관리시스템 침몰...커지는 불신 2. 여객선 1척 점검에 '13분'...청해진해운 선원연수비는 한해 고작 '54만원' 3. 언론이 입법권까지 좌지우지? |
| 77     | 2014년 4월 21일 | 드러나는 진실...'수색도 배도 총체적 부실' 1. 세월호 침몰 당일, 수중 구조대 고작 16명 투입 2. 세월호 전 항해사, "엔진 고장 잦았다" |
| 78     | 2014년 4월 24일 | 세월호 참사, MB때 잉태...박근혜정부서 터졌다 1. 재앙의 씨앗...선령 규제 완화 2. '떠다니는 시한폭탄' 노후선박..안전검사는 말뿐 3. "해결해주는 게 아무 것도 없잖아"...실종자 가족들 절규 4. '기형적 재난대응시스템', 국가적 수치 초래 |
| 79     | 2014년 4월 27일 | '총력 구조' 정부 믿었는데...특정단체가 장악 1. "해경 유착 단체가 민간구조작업 장악" 2. 세월호 민간구조작업에 이권 개입? |
| 80     | 2014년 4월 28일 | "이 나라에 세금내며 살고 싶지 않다" 1. "아들의 마지막 기록...편집없이 공개해 달라" 2. "구명조끼 내 꺼 입어"...누가 이 아이들을 3. 갇힌 아이들의 '마지막 셔터'...10시 11분 45초 |
| 81     | 2014년 4월 30일 | 엉터리, 무능력, 몰염치...'삼박자 정부' 1. 엉터리 '책임실명제', 실종자 가족 두번 울리다 2. 조류 오판, 천금같은 구조 기회 날렸다 3. 세월호 참사 유가족, "대통령 사과 인정 못한다" 4. 해경, 140억 골프장은 짓고 구조장비는 외면 5. 딸의 관에 쓴 작별인사                                                                                               |
| 82     | 2014년 5월 2일  | 공영방송도 침몰했다 1. 방송사, '박근혜호' 총력 구조에 나섰나? 2. "세월호 선장이나 보도국장이나 똑같다" 3. 환골탈태한다더니 제식구는 '정직 1달'...피해자는 손보기식 수사 4. '식물 정보위' 서상기, 경선 탈락..이제 정보위 여나? |
| 83     | 2014년 5월 4일  | 참사 18일, 서울 그리고 팽목항 1. "바다는 언젠가 우리한테 애를 데려다 주고 갈 거같아" 2. '가만히 있으라'... 시민들의 침묵 행진 |
| 84     | 2014년 5월 6일  | 약자를 위한 나라는 없다 1. '무리한 작업' 민간잠수사 사망.. 정부 '주먹구구식 관리' 2. 삼성 비밀문건, "의료기 사업으로 27조 매출" 3. 박근혜와 삼성의 밀월, '이보다 좋을 순 없다' |
| 85     | 2014년 5월 9일  | 숨가빴던 1박 2일...청와대, KBS 장악 드러나 1. KBS 보도국장 사퇴에 '청와대 개입' 사실상 확인 2. 길환영, 청와대 앞 때늦은 사과...'만신창이' KBS 3. "우리 국민은 큰 사건만 나면 대통령을 공격한다" 4. 관권개입·명부유출 의혹...새누리당 영남 경선 혼탁 5. 새정치민주연합, 호남서 '전략공천' 파열음 6. "카네이션을 달지 않겠습니다"                     |

#### 뉴스타파 M (종영)
- 진행 : 고재열(시사in 기자), 고은령(KBS 아나운서)

| 회차 | 업로드 일자     | 내용 |
| ---- | --------------- | --- |
| 1    | 2013년 3월 6일  | 1. 최후변론 : 형제복지원 2. 인터뷰 타작 : 노회찬 진보정의당 공동대표 3. 금주의 지식 : 그 정도 쯤이야 4. 기사회생 : 쉿! 종북이라고 말하지마                                                                                       |
| 2    | 2013년 3월 20일 | 1. [최후 변론] 누가 당신의 죄를 사했나- 전병욱 목사 2. [도시생태보고서] 집 없는 청춘, 민달팽이족 3. [금주의지식] 정치검찰, 이보다 더 좋을 수 없다? 4. [인터뷰 타작] 영화 '또 하나의 가족' 주연배우 박철민, 실제 주인공 황상기 씨 |
| 3    | 2013년 4월 3일  | 1. 도시생태 보고서 "나를 놓아주세요" 편의점노예 2. 최후변론 산자와 죽은자의 대화 -장준하편 3. 타작 인터뷰 한번의 결혼식과 두 번의 장례식                                                                                         |
| 4    | 2013년 4월 17일 | 1. 도시 생태보고서 그 누구도 모르게, 고독사 2. 최후 변론 간첩이 된 어부 3. 인터뷰 타작 남북 대치 상황의 해법은? -이재정 전장관과 한홍구 교수 편                                                                                  |
| 5    | 2013년 5월 1일  | 1. 도시생태보고서 - 인간이 가장 무서웠어요 '동물잔혹사' 2. 최후변론 - 깨물어도 아프지 않은 손가락 '차별금지법 논란' 3. 인터뷰 타작 - 송성훈 현대차 아산공장 비정규직지회장                                                       |
| 6    | 2013년 5월 15일 | 1. [최후변론] 시멘트 먼지 속에서 숨 쉬는 마을 2. [도시생태보고서] 당신이 잊고 있었던 이야기 - 헌책방 3. [인터뷰 타작] 꿈을 키우는 학교, 방기정 선생님을 만나다                                                                   |

## 기록
- 2012년 4월 25일 기록에 따르면, <뉴스타파>가 비디오 팟캐스트 부문 세계 1위를 기록하였다.[18]

## 상훈
- 2012년 5월 16일, <한국PD연합회>는 146회 <이달의 PD상> 수상작으로 <뉴스타파>를 선정했다. 인터넷 방송이 <이달의 PD상>을 받은 것은 이것이 처음이었고 해직 언론인의 수상 또한 마찬가지였다. <이달의 PD상> 심사위원회는 <뉴스타파>가 언론의 비판 기능을 충실히 수행했다는 점에서 만장일치로 수상을 결정했다.[19]

- 2012년 10월 24일, <뉴스타파>는 제24회 '안종필 자유언론상'을 수상했다.[20]

- 2012년 12월 6일, <뉴스타파>는 한국투명성기구가 수여한 '투명 사회상'을 수상했다.

- 2012년 12월 12일, <뉴스타파>는 한홍구 성공회대 교수와 함께 제11회 '송건호 언론상'을 공동 수상했다.[21]

- 2012년 12월 12일, <뉴스타파>는 환경재단으로부터 '세상을 밝게 만드는 사람들'상을 수상했다.

- 2012년 12월 21일, <뉴스타파>는 노근리국제평화재단으로부터 '노근리 평화상'을 수상했다.

- 2013년 1월 11일, <뉴스타파>는 미디어공공성포럼으로부터 '언론상'을 수상했다.

- 2013년 2월 7일, <뉴스타파>는 방송기자연합회와 한국방송학회가 수여하는 2012 한국방송기자대상 '공로상'을 수상했다.

- 2013년 7월 15일, <뉴스타파>는 다음세대재단이 수여하는 2013 디지털 유산 어워드 '네티즌인기상'을 수상했다.

- 2013년 11월 22일, <뉴스타파>는 한국온라인편집기자협회 보관됨 2017-09-18 - 웨이백 머신에서 수여하는 제2회 한국온라인저널리즘어워드 '특별상'을 수상했다.

- 2013년 11월 26일, <뉴스타파>는 천주교 주교회의 매스컴위원회에서 수여하는 제23회 한국 카톨릭 매스컴상 '인터넷부문상'을 수상했다.

- 2013년 11월 27일, <뉴스타파>는 국제엠네스티 한국지부에서 수여하는 제16회 국제 엠네스티 언론상 '특별상'을 수상했다.

- 2013년 12월 10일, <뉴스타파>는 호루라기재단에서 수여하는 2013 올해의 호루라기상 '언론상'을 수상했다.

- 2013년 12월 20일, <뉴스타파>는 민주언론시민연합이 수여하는 2013 제15회 민주시민언론상 '본상'을 수상했다.

- 2014년 1월 10일, <뉴스타파>는 2013 미디어공공성포럼 언론상을 수상했다.

- 2014년 2월 14일, <뉴스타파>는 한국기자협회가 수여하는 제45회 한국기자상 '특별상'을 수상했다.

- 2014년 10월 24일, <뉴스타파>는 한국기자협회와 전국언론노동조합, 한국PD연합회가 수여하는 제20회 통일언론상 '대상'(국정원 간첩조작 연속보도)을 수상했다.

- 2014년 10월 28일, <뉴스타파>는 방송기자연합회가 수여하는 제73회 이달의 방송기자상(뉴스부문-한체대 교수들, 학생 등 2백여명 상대 무면허 생체검사)을 수상했다.

- 2014년 11월 24일, <뉴스타파>는 전국언론노동조합이 수요하는 제24회 민주언론상 특별상(보도부문-원전묵시록 2014)를 수상했다.

- 2014년 11월 27일, <뉴스타파>는 방송기자연합회가 수여하는 제74회 이달의 방송기자상(뉴스부문-원전묵시록 2014)을 수상했다.

- 2014년 12월 2일, <뉴스타파>는 리영희 재단이 수여하는 제2회 리영희상(국정원 간첩조작사건)을 수상했다.

- 2014년 12월 4일, <뉴스타파> 원전묵시록 2014 취재팀은 호루라기 재단이 수여하는 제3회 호루라기 언론상을 수상했다.

- 2014년 12월 30일, <뉴스타파>는 방송기자연합회가 수여하는 제75회 이달의 방송기자상(자영업 밥그릇 뺏는 재벌)을 수상했다.

- 2015년 1월 26일, <뉴스타파>는 방송기자연합회가 수여하는 제76회 이달의 방송기자상(국민연금 해외부동산 투자 실태)을 수상했다.

- 2015년 1월 21일, <뉴스타파>는 미디어공공성포럼 이 수여하는 제5회 미디어공공성 포럼 언론상을 3년 연속 수상했다.

- 2015년 3월 6일, <뉴스타파>는 2015 탈핵 어워드 선정위원회가 선정하는 2015 탈핵어원드 문화예술.언론출판 부문 탈핵공감상을 수상했다.

- 2015년 3월 26일, <뉴스타파>와 4.16기록단은 세월호 골든타임, 국가는 없었다를 제작한 공로로 언론인권센터가 수여하는 언론인권상 특별상 2015을 수상했다.

- 2015년 4월 21일, <뉴스타파>는 방송기자연합회가 수여하는 제79회 이달의 방송기자상(MB집사의 아들, 자원외교에 깊숙이 개입)을 수상했다.

- 2015년 5월 28일, <뉴스타파> 참혹한 세월, 국가의 거짓말 제작진은 한국PD연합회가 수여하는 이달의 PD상을 수상했다.
- 2015년 10월 11일, <뉴스타파> 친일과 망각 제작진은 한국PD연합회가 수여하는 이달의 PD상을 수상했다.
- 2015년 11월 11일, <뉴스타파> 친일과 망각 제작진은 임종국선생기념사업회가 수여하는 제 9회 임종국상을 수상했다.
- 2015년 12월 18일, <뉴스타파> 친일과 망각 제작진은 민주언론시민연합이 수여하는 제 17회 민주시민언론상 본상을 수상했다.
- 2015년 12월 29일, <뉴스타파>는 방송기자연합회가 수여하는 제87회 이달의 방송기자상 뉴스 부문(국회 산자위원장, 의원실에 카드 단말기 놓고 공기업에 책 불법 판매)을 수상했다.
- 2016년 1월 22일, <뉴스타파> 친일과 망각 제작진은 미디어공공성포럼이 선정한 제 6회 미디어공공성포럼 언론상을 수상했다.
- 2016년 1월 29일, <뉴스타파> 친일과 망각 제작진은 방송기자연합회가 선정한 한국방송기자대상 기획보도부문을 수상했다.
- 2016년 3월 18일, <뉴스타파>는 세월호 참사 1주기 특집 '참혹한 세월, 국가의 거짓말'로 한국PD연합회가 수여하는 제28회 한국PD대상 TV시사다큐부문 작품상을 수상했다.
- 2016년 3월 31일, <뉴스타파>는 '아리랑TV 방석호 사장 비리 연속보도'로 방송기자연합회가 수여하는 제 90회 이달의 방송기자상 뉴스부문을 수상했다.
- 2016년 4월 28일, <뉴스타파>는 '나경원 딸 성신여대 부정입학 의혹 보도'로 방송기자연합회가 수여하는 제 91회 이달의 방송기자상 뉴스부문을 수상했다.
- 2016년 6월 21일, <뉴스타파>는 '조세도피처로 간 한국인들 2016' 보도로 민주언론시민연합이 수여하는 이달의 좋은 온라인보도상을 수상했다.
- 2016년 6월 23일, <뉴스타파>는 '조세도피처로 간 한국인들 2016' 보도로 방송기자연합회가 수여하는 제 92회 이달의 방송기자상 기획보도부문을 수상했다.
- 2016년 8월 25일, <뉴스타파>는 '삼성 이건희 성매매 의혹.. 그룹 차원 개입?' 보도로 민주언론시민연합이 수여하는 이달의 좋은 온라인보도상을 수상했다.
- 2016년 9월 26일, <뉴스타파> '훈장과 권력' 취재진은 민주언론시민연합이 수여하는 이달의 좋은 온라인보도상을 수상했다.
- 2016년 9월 29일, <뉴스타파> '훈장과 권력' 취재진은 방송기자연합회가 수여하는 제 92회 이달의 방송기자상을 수상했다.
- 2016년 10월 22일, <뉴스타파> '목격자들 - 어머니와 간첩'이 한국PD연합회가 수상하는 제 198회 이달의 PD상을 수상했다.
- 2016년 10월 24일, <뉴스타파> '목격자들 - 개성공단 2부작’이 한국PD연합회, 전국언론노동조합, 한국기자협회가 공동으로 수여하는 제22회 통일언론상 대상을 수상했다.
- 2016년 10월 24일, <뉴스타파> '훈장과 권력' 취재진은 동아자유언론투쟁위원회가 수여하는 제 28회 안종필 자유언론상 본상을 수상했다.
- 2016년 11월 29일, <뉴스타파> '훈장과 권력' 취재진은 한국천주교주교회의 매스컴위원회가 선정하는 제 26회 한국 가톨릭 매스컴대상 특별상을 수상했다.
- 2016년 12월 1일, <뉴스타파> 영화 '자백'을 연출한 최승호 PD가 한국기독교교회협의회 인권센터에서 선정하는 제 30회 NCCK 인권상을 수상했다.
- 2016년 12월 12일, <뉴스타파> '목격자들 - 어머니와 간첩'이 국제앰네스티 한국지부가 선정하는 제19회 국제앰네스티 언론상을 수상했다.
- 2016년 12월 20일, <뉴스타파>는 '조세도피처로 간 한국인들 2016' 보도로 미디어공공성포럼이 선정한 미디어공공성포럼 언론상을 수상했다.
- 2017년 1월 16일, <뉴스타파> '훈장과 권력' 취재진은 방송기자연합회가 수여하는 한국방송기자대상 기획보도부문을 수상했다.
- 2017년 1월 24일, <뉴스타파>는 ‘박근혜-최순실 체제의 부역자들’ 보관됨 2020-02-23 - 웨이백 머신 보도로 민주언론시민연합이 수여하는 이달의 좋은 온라인보도상을 수상했다.
- 2017년 3월 14일, <뉴스타파>는 ‘‘급발진 사고’ 의혹… 현대기아차·국과수가 덮었나’ 보도로 방송기자연합회가 수여하는 제 100회 이달의 방송기자상 기획보도부문을 수상했다.
- 2017년 4월 11일, <뉴스타파>는 ‘독일 말 중개업자 박근혜와 독대’ 보도로 방송기자연합회가 수여하는 제 101회 이달의 방송기자상 기획보도부문을 수상했다.
- 2017년 10월 25일, <뉴스타파>는 '목격자들 - 폭로! 원자력과 언론의 돈 거래'보도로 민주언론시민연합이 수여하는 이달의 좋은 온라인보도상을 수상했다.
- 2017년 11월 8일, <뉴스타파>는 ‘세월호 침몰 순간의 목격자,블랙박스’ 보도로 방송기자연합회가 수여하는 제 108회 이달의 방송기자상 기획보도부문을 수상했다.
- 2017년 11월 15일, <뉴스타파> 영화 '공범자들'이 노무현재단이 수여하는 제4회 사람사는세상 영화제 세상상을 수상했다.
- 2017년 11월 16일, <뉴스타파> '고위공직자 재산공개 사이트'가 사람과 디지털 연구소가 수여하는 제3회 ‘휴먼테크놀로지 어워드’ 사회공공부문 우수상을 수상했다.
- 2017년 11월 8일, <뉴스타파>는 ‘국회개혁, 정책자료집인가 표절자료집인가’ 보도로 방송기자연합회가 수여하는 제 109회 이달의 방송기자상 기획보도부문을 수상했다.
- 2017년 11월 28일, <뉴스타파>는 '표절은 도둑질’ 외치던 의원들도 ‘마구잡이 표절'보도로 민주언론시민연합이 수여하는 이달의 좋은 온라인보도상을 수상했다.
- 2017년 11월 30일, <뉴스타파>는 '은인표 녹취록'연속보도로 한국불교언론인협회가 선정한 제1회 만해언론상 탐사기획보도 부문을 수상했다.
- 2017년 12월 5일, <뉴스타파> 영화 '공범자들'이 국제앰네스티 한국지부가 선정하는 제20회 국제앰네스티 언론상을 수상했다.
- 2017년 12월 15일, <뉴스타파>는 '해병 잡는 해병대' 보도로 호루라기재단에서 수여하는 2017 올해의 호루라기 언론상을 수상했다.
- 2018년 1월 12일, <뉴스타파> 영화 '공범자들'이 미디어공공성포럼이 선정한 제 8회 미디어공공성포럼 언론상을 수상했다.
- 2018년 1월 30일, <뉴스타파>는 '한화 김승연 구속집행정지 관련 의혹 연속보도' 로 방송기자연합회가 수여하는 제 111회 이달의 방송기자상 기획보도부문을 수상했다.
- 2018년 1월 30일, <뉴스타파>는 '세월호 침몰 순간의 목격자, 블랙박스' 보도로 방송기자연합회가 선정한 2017 한국방송기자대상 뉴스부문을 수상했다.
- 2018년 2월 26일, <뉴스타파>는 '다스 140억 송금사건 추적보도' 로 방송기자연합회가 수여하는 제 112회 이달의 방송기자상 기획보도부문을 수상했다.
- 2018년 5월 28일, <뉴스타파>는 '장충기 문자 대공개' 연속보도로 방송기자연합회가 수여하는 제 115회 이달의 방송기자상 기획보도부문을 수상했다.
- 2018년 6월 27일, <뉴스타파>'내차 결함 포털' 보관됨 2020-06-08 - 웨이백 머신이 방송기자연합회가 수여하는 제 116회 이달의 방송기자상 뉴미디어부문을 수상했다.
- 2018년 6월 29일, <뉴스타파>는 '기술 유출 누명…삼성전자 이 전무의 '달콤한 인생'' 보도로 민주언론시민연합에서 수여하는 '이달의 방송 온라인 보도'를 수상했다.
- 2018년 8월 23일, <뉴스타파>는 '가짜학문 제조공장의 비밀' 보도로 방송기자연합회가 수여하는 제 118회 이달의 방송기자상 기획보도부문을 수상했다.
- 2018년 8월 25일, <뉴스타파>는 '가짜학문 제조공장의 비밀' 보도로 민주언론시민연합에서 수여하는 '이달의 방송 온라인 보도'를 수상했다.
- 2018년 10월 29일, <뉴스타파>는 '내 세금 어떻게 쓰이나 2018' 보도로 방송기자연합회가 수여하는 제 120회 이달의 방송기자상 기획보도부문을 수상했다.
- 2018년 12월 11일, <뉴스타파>는 '내부 고발자 쫓아냈다 늪에 빠진 국정원' 보도로 호루라기재단이 수여하는 2018 올해의 호루라기 언론상을 수상했다.
- 2018년 12월 16일, <뉴스타파>고위공직자 재산정보 공개 사이트는 데이터저널리즘코리아와 건국대 디지털커뮤니케이션 연구센터가 선정하는 제 1회 한국 데이터저널리즘 어워드 '올해의 오픈 데이터 상'을 수상했다.
- 2018년 12월 27일, <뉴스타파>는 '보험의 배신' 연속보도로 방송기자연합회가 수여하는 제 122회 이달의 방송기자상 경제보도부문을 수상했다.
- 2019년 1월 21일, <뉴스타파>는 '인체이식 의료기기의 비밀' 보도로 민주언론시민연합이 수여하는 2018년 11월 '이달의 온라인 보도'를 수상했다.
- 2019년 1월 21일, <뉴스타파>는 '세금도둑 추적' 보도로 민주언론시민연합이 수여하는 2018년 12월 '이달의 온라인 보도'를 수상했다.
- 2019년 1월 22일, <뉴스타파>는 '몰카제국의 황제 양진호' 보도로 한국기자협회가 수여하는 제 340회 이달의 기자상 기획보도부문 특별상을 수상했다.
- 2019년 1월 22일, <뉴스타파>는 '가짜학문 제조공장의 비밀' 보도로 미디어공공성포럼이 수여하는 제 9회 미디어공공성포럼 언론상을 수상했다.
- 2019년 1월 29일, <뉴스타파>는 '조용기 일가 30년 차명부동산' 보도로 방송기자연합회가 수여하는 제 123회 이달의 방송기자상 기획보도부문을 수상했다.
- 2019년 1월 29일, <뉴스타파>는 '보험의 배신' 연속보도로 방송기자연합회가 수여하는 2018 한국방송기자대상 경제보도 부문을 수상했다.
- 2019년 1월 29일, <뉴스타파>는 '가짜학문 제조공장의 비밀' 보도로 방송기자연합회가 수여하는 제 2018 한국방송기자대상 기획보도부문을 수상했다.
- 2019년 3월 25일, <뉴스타파>는 '영화 <그날, 바다> 검증보도' 로 한국언론학회와 서울대 언론정보연구소 산하 SNU팩트체크센터가 공동 제정한 "제2회 한국팩트체크대상" 우수상을 수상했다.
- 2019년 3월 25일, <뉴스타파>는 '로비스트 박수환 문자' 보도로 민주언론시민연합이 수여하는 2019년 2월 '이달의 온라인 보도'를 수상했다.
- 2019년 10월 15일, <뉴스타파> 영화 <김복동>이 문화체육관광부가 수여하는 2019년 올해의 양성평등문화콘텐츠상 수상작으로 선정되었다.
- 2019년 10월 22일, <뉴스타파> 한상진 기자가 동아자유언론수호투쟁위원회가 수여하는 제31회 안종필 자유언론상 특별상을 수상했다.
- 2019년 10월 22일, <뉴스타파>는 '배달 죽음' 연속보도로 민주언론시민연합이 수여하는 2019년 9월 '이달의 방송·온라인 보도'를 수상했다.
- 2019년 11월 10일, <뉴스타파> 영화 <김복동>이 정의기억연대가 수여하는 '강덕경상'을 수상했다.
- 2019년 11월 25일, <뉴스타파> '죄수와 검사' 취재진이 전국언론노동조합이 수여하는 제 29회 민주언론상 특별상을 수상했다.
- 2019년 11월 29일, <뉴스타파>는 '검사 범죄' 연속보도로 민주언론시민연합이 수여하는 2019년 10월 '이달의 좋은 보도' 온라인-시사 프로그램 특별상을 수상했다.
- 2019년 12월 8일, <뉴스타파>는 '검사 범죄' 연속보도로 한국기독언론인연합회가 수여하는 제 11회 한국기독언론대상 사회정의부문 우수상을 수상했다.
- 2019년 12월 19일, <뉴스타파> '로비스트' 박수환 문자 취재팀은 민주언론실천연합이 수여하는 2019 올해의 좋은 보도 온라인 부문을 수상했다.
- 2020년 2월 28일, <뉴스타파> 2020 총선 특별기획 '국회 작동법' 3부작이 민주언론시민연합이 뽑은 2020년 1월 이달의 좋은 보도상 온라인 부문을 수상했다.
- 2020년 3월 30일, <뉴스타파> 총선 특별기획 '국회 작동법' 3부작이 방송기자연합회가 선정하는 2월 이달의 방송기자상 기획보도부문을 수상했다.
- 2020년 4월 23일, <뉴스타파>는 '세월호 CCTV 의혹 검증 3부작으로 한국언론학회와 서울대 언론정보연구소 산하 SNU팩트체크센터가 공동 주관하는 "제3회 한국팩트체크대상" 우수상을 수상했다.

## 관련 기사
- 김혜란. 올림픽대로 '새벽 추격전'...그들은 왜 장관 뒤를 쫓았나. 오마이뉴스. 2012년 5월 8일.

- 추가 관련 기사 목록 바로가기

## 같이 보기
- 시사난타H - 시사토론
- JTBC_뉴스룸 - 뉴스
- 탐사보도
- 미국드라마 Newsroom - 드라마
- 메디아파르트
- 프로퍼브리카